# Arrondissement de Saint-Louis du Nord
Arrondissement de Saint-Louis du Nord (franska: Saint-Louis du Nord) är ett arrondissement i Haiti.   Det ligger i departementet Nord-Ouest, i den norra delen av landet, 150 km norr om huvudstaden Port-au-Prince. Antalet invånare är 86 152. Arean är 188 kvadratkilometer.
Terrängen i Arrondissement de Saint-Louis du Nord är huvudsakligen kuperad, men åt sydost är den bergig.